# 鷲見すみれ
鷲見 すみれ（すみ すみれ、1993年4月19日 - ）は、日本のAV女優。ティーパワーズ所属。

## 略歴・人物
東京都出身。趣味は音楽鑑賞、ゲーム、テニス。
2022年6月、マドンナ専属女優としてAVデビュー。
2025年4月、アタッカーズ専属女優としてAV復帰し、約2年ぶりとなる新作を発売することを自身のSNSを通じて報告した。

## 作品
◎はBD版発売作品。

### アダルトDVD / BD
- 名もなき人妻のシンデレラ・ストーリー 鷲見すみれ 29歳 AV DEBUT（6月14日、マドンナ）◎
- 名もなき人妻のシンデレラ・ストーリー『第2章』。 汗と愛液が交わる深く果てしない接吻性交（7月12日、マドンナ）◎
- 名もなき美顔妻『第3章』【閲覧注意】NTR作品!!! 幼馴染NTR ずっと信頼していた男に一週間で妻を寝取られた僕―。（8月9日、マドンナ）
- 出張先のビジネスホテルでずっと憧れていた女上司とまさかまさかの相部屋宿泊（9月13日、マドンナ）
- 大型スレンダー専属、待望の『中出し』解禁!! 夫と子作りSEXをした後はいつも義父に中出しされ続けています…。（10月11日、マドンナ）
- 学生時代のセクハラ教師とデリヘルで偶然の再会―。その日から言いなり性処理ペットにさせられて…。（11月8日、マドンナ）
- 夫には口が裂けても言えません、お義父さんに孕ませられたなんて…。 ―1泊2日の温泉旅行で、何度も何度も中出しされてしまった私。―（12月13日、マドンナ）

- 中途の人妻社員が肉便器と化すまで、部署全員で輪姦し続ける温泉旅行。鷲見すみれ（3月14日、マドンナ）

- 唾液が混じり合う密室接吻社長室 鷲見すみれ（5月6日、アタッカーズ）
- 家に帰ると母と友人が汗だくで…。 ー息子の友人に抱かれた母ー 鷲見すみれ（6月3日、アタッカーズ）
- 未亡人、哀しみの妊娠報告。 鷲見すみれ（7月1日、アタッカーズ）

### イメージDVD / BD
- Sumire 海風に誘われて…・鷲見すみれ（2023年1月5日、REbecca）◎